# Avi Bortnick

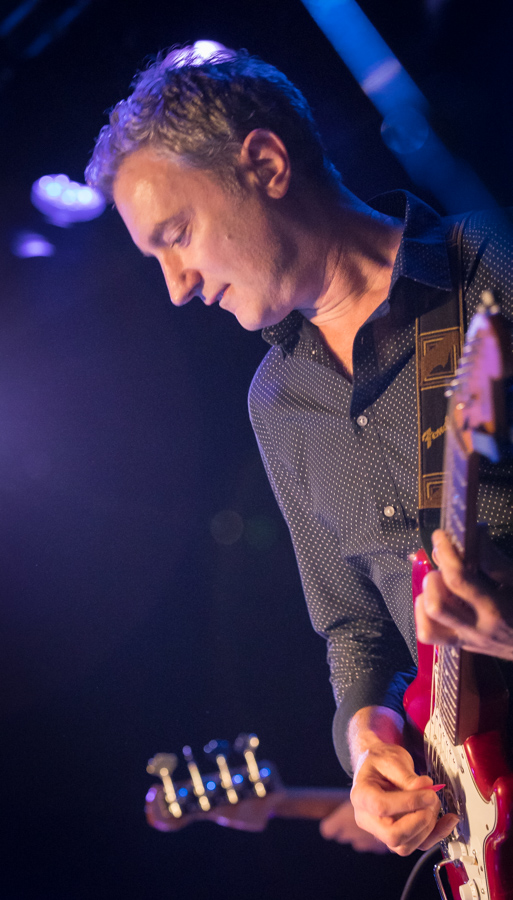
Avi Bortnick, Kongsberg Jazzfestival 2017

Avi Bortnick (ur. 7 stycznia 1963) – amerykański gitarzysta jazzowy, znany przede wszystkim ze współpracy z Johnem Scofieldem. Bortnick dołączył do zespołu Scofielda w 2000 roku i jako gitarzysta rytmiczny zagrał na trzech jego płytach: Überjam, Up All Night i Überjam Deux
Urodzony w Izraelu Bortnick dorastał w St. Louis. Po przeprowadzce do Kalifornii w 1983 roku zaczął grać w wielu lokalnych zespołach. Później, tuż po ukończeniu studiów na University of Florida, dołączył do zespołu "What It Is", który zdobył lokalną sławę w kilku wschodnich stanach. Zespół nie podpisał jednak żadnego kontraktu płytowego.
Bortnick zyskał sławę dobrego gitarzysty rytmicznego i wzbudził zainteresowanie Scofielda, który zaprosił go do uczestniczenia w trasie koncertowej promującej album Bump. Od tego czasu muzycy współpracują regularnie.
W 2003 roku Bortnick wydał swój pierwszy album solowy Clean Slate zawierający dwanaście premierowych utworów.
Od 2003 roku mieszka w Nowym Jorku.